# Сергіївська селищна територіальна громада
Сергіївська селищна територіальна громада — територіальна громада в Україні, у Білгород-Дністровському районі Одеської області. Створена в рамках адміністративно-територіальної реформи в Україні. Перші вибори відбулися 25 жовтня 2020 року. Населення громади складає 9475 особи. Адміністративний центр — селище Сергіївка.
Громада утворена в результаті об'єднання Сергіївської селищної ради із Миколаївською і Приморською сільськими радами.
15 липня 2025 року, відповідно до наказу №1151 Міністерства розвитку громад та територій України, територія громади входить до оновленого переліку територій бойових дій.  

## Склад громади
До складу громади входить одне селище — Сергіївка, а також 7 сіл:
- Вільне
- Косівка
- Курортне
- Миколаївка
- Попаздра
- Приморське
- Чабанське